# Blue Sky Studios
Blue Sky Studios foi uma empresa especializada em tecnologia de CGI (imagens geradas por computador). Pertencia à The Walt Disney Company desde 2019. A Blue Sky lançou 12 filmes animados, começando por A Era do Gelo (2002) até ao seu ultimo filme lançado, Um Espião Animal (2019).
Já ganhou diversos prêmios na indústria da computação, incluindo o Oscar de Melhor Curta-Metragem de 1998 pelo curta Bunny.:15 Dentre seus principais trabalhos já lançados, estão os 5 filmes de A Era do Gelo e diversas colaborações com outros estúdios, se destacando na produção Joe's Apartment.:14 No final de março, com a a aquisição da Fox por parte da Disney Corporation, o estúdio também integraria a empresa.
Em 2021, foi anunciado o fim do estúdio pelo Deadline.com. Nimona, que seria lançado em 2022, teve sua produção e seu lançamento para o mesmo ano cancelada. Alguns funcionários deste estúdio foram reaproveitados na Pixar Animation Studios e na Disney Animation Studios. Segundo a Disney, manter 3 estúdios em meio das crises econômicas causadas pelo Coronavirus fazem com que não seja viável os gastos com este terceiro estúdio. Todo o conteúdo da Blue Sky foi passado para a Disney. O estúdio encerrou as suas atividades em 7 de abril de 2021.

## História

Logotipo usado desde 11 de março de 2005 até 13 de julho de 2012

A Blue Sky Studios foi fundada em fevereiro de 1987 por artistas e técnicos que tinham trabalhado previamente na Disney durante a produção do filme Tron. Durante os anos 80 e 90, o estúdio concentrou-se apenas na produção de comerciais de televisão e de efeitos visuais para filmes.:13 Em 1995 o brasileiro Carlos Saldanha passou a trabalhar na empresa.:15 O crescimento foi tão notável que a Blue Sky foi adquirida no ano de 1997 pela distribuidora 20th Century Fox, com o intuito de dedicar-se apenas ao comércio de filmes de animação, que deram bons resultados com o primeiro lançamento do estúdio, Ice Age.
O estúdio encerrou suas atividades em fevereiro 2021, a decisão foi motivada pela crise em razão da pandemia do Corona vírus.

## Tecnologia
A Blue Sky era uma das maiores indústrias de computação gráfica. Dentre as outras estão os estúdios da Pixar e da DreamWorks. Já foi indicada várias vezes para o Globo de Ouro através de suas animações, como Ice Age e os curtas de animação Bunny e No Time For Nuts.:15

## Filmografia

### Longas-metragens
| #  | Título                         | Data de lançamento     | Orçamento Em dólares ($) | Bilheteria Em dólares ($) | RT  | Ref.                       |
| -- | ------------------------------ | ---------------------- | ------------------------ | ------------------------- | --- | -------------------------- |
| 1  | Ice Age                        | 15 de março de 2002    | 59 000 000               | 383 257 136               | 77% |                            |
| 2  | Robots                         | 11 de março de 2005    | 75 000 000               | 260 718 330               | 64% |                            |
| 3  | Ice Age: The Meltdown          | 31 de março de 2006    | 80 000 000               | 655 388 158               | 57% |                            |
| 4  | Horton Hears a Who!            | 14 de março de 2008    | 85 000 000               | 297 138 014               | 79% |                            |
| 5  | Ice Age: Dawn of the Dinosaurs | 1 de julho de 2009     | 90 000 000               | 886 686 817               | 75% |                            |
| 6  | Rio                            | 15 de abril de 2011    | 90 000 000               | 484 635 760               | 72% |                            |
| 7  | Ice Age: Continental Drift     | 13 de julho de 2012    | 95 000 000               | 877 244 782               | 67% |                            |
| 8  | Epic                           | 24 de maio de 2013     | 93 000 000               | 259 507 977               | 64% |                            |
| 9  | Rio 2                          | 11 de abril de 2014    | 103 000 000              | 493 162 122               | 56% |                            |
| 10 | The Peanuts Movie              | 6 de novembro de 2015  | 99 000 000               | 246 000 000               | 88% |                            |
| 11 | Ice Age: Collision Course      | 22 de julho de 2016    | 105 000 000              | 408 000 000               | 15% |                            |
| 12 | Ferdinand                      | 15 de dezembro de 2017 | 111 000 000              | 294 991 066               | 73% |                            |
| 13 | Spies in Disguise              | 25 de dezembro de 2019 | 100 000 000              | 171 616 764               | 76% | [ 9 ] [ 10 ] [ 11 ] [ 12 ] |

## Curtas de animação
- 1998 - Bunny;
- 2002 - A Aventura Perdida de Scrat (Gone Nutty);
- 2005 - Aunt Fanny's Tour of Booty;
- 2006 - Sem Tempo para Nozes (No Time for Nuts);
- 2008 - Sobrevivendo ao Sid (Surviving Sid);
- 2010 - Scrat's Continental Crack-up;
- 2011 - Scrat's Continental Crack-up: Part 2;
- 2013 - Umbrellacorn;
- 2015 - Scrat-tástrofe Cósmica (Cosmic Scrat-tastrophe);
- 2016 - Scrat: Spaced Out.